# Кайяссо, Хуан
Хуан Арнольдо Кайяссо Рейд (исп. Juan Arnoldo Cayasso Reid; род. 24 июня 1961, Лимон, Коста-Рика) — коста-риканский футболист и тренер. Участник чемпионата мира по футболу 1990 года и Олимпийских игр 1984. Бронзовый призёр Золотого кубка КОНКАКАФ 1993.

## Карьера

### Клубная карьера
Кайяссо поиграл за оба гранда коста-риканского футбола: «Алахуэленсе» и «Депортиво Саприсса». Дебют игрока за «Алахуэленсе» состоялся 21 июля 1981 года в матче против «Рамоненсе», а свой первый гол в чемпионате Хуан забил 11 апреля 1982 года. В 1988 году состоялся его переход в стан непримиримого соперника «красно-чёрных» — «Саприссу». Этот трансфер вызвал большой резонанс, поскольку Кайяссо на тот момент считался одним из наиболее талантливых игроков в стране. В составе этих двух команд он завоевал несколько чемпионских титулов, а также дважды выигрывал Лигу чемпионов КОНКАКАФ: в 1986 году — с «Алахуэленсе» и в 1995 году — с «Саприссой».
В начале 90-х Кайяссо выступал за «Штутгартер Кикерс», игравший в немецкой Бундеслиге, после чего вернулся в «Саприссу» и помог ей завоевать ещё 2 чемпионства. После того, как перестал получать достаточного количества игрового времени в стане «пурпурных», в январе 1996 года Кайяссо перешёл в Турриальбу, а в ноябре того же года — в «Гойкоэчеа».
Свой сотый мяч в рамках чемпионатов Коста-Рики Кайяссо забил 18 марта 1998 года в составе «Кармелиты», цвета которой защищал в течение трёх сезонов. В ноябре 2000 года состоялся прощальный матч игрока.

### Карьера в сборной
Дебют Кайяссо за сборную Коста-Рики состоялся в 1983 году; всего же за национальную команду он провёл 49 игр, забив 9 голов. В 1990 году вошёл в состав сборной для участия на чемпионате мира в Италии, где он отыграл все 4 матча своей команды и забил первый в истории Коста-Рики мяч на мундиалях.
Последней игрой Кайяссо в майке национальной сборной стал матч за третье место на Золотом кубке КОНКАКАФ в 1993 году против Ямайки, где коста-риканцы завоевали бронзовые медали турнира.
Также принял участие в одном матче футбольного турнира Олимпийских игр 1984 года в Лос-Анджелесе, выйдя на замену в игре против Египта.
Голы за сборную
| № | Дата            | Соперник          | Счёт | Голы Кайяссо | Турнир                      |
| 1 | 31 июля 1988    | Панама            | 2:0  | 1            | Отборочные матчи ЧМ-1990    |
| 2 | 11 июня 1989    | Тринидад и Тобаго | 1:0  | 1            | Отборочные матчи ЧМ-1990    |
| 3 | 25 июня 1989    | Сальвадор         | 4:2  | 1            | Отборочные матчи ЧМ-1990    |
| 4 | 2 февраля 1990  | США               | 2:0  | 1            | Кубок Марлборо              |
| 5 | 22 февраля 1990 | СССР              | 1:2  | 1            | Кубок Марлборо              |
| 6 | 11 июня 1990    | Шотландия         | 1:0  | 1            | Чемпионат мира 1990         |
| 7 | 15 июля 1993    | Мексика           | 1:1  | 1            | Золотой кубок КОНКАКАФ 1993 |
| 8 | 18 июля 1993    | Мартиника         | 3:1  | 2            | Золотой кубок КОНКАКАФ 1993 |